# Derrick Morgan
Derrick Lee Morgan (Lancaster, 6 gennaio 1989) è un ex giocatore di football americano statunitense che ha militato nel ruolo di defensive end per tutta la carriera con i Tennessee Titans della National Football League (NFL). Fu scelto nel corso del primo giro (16º assoluto) dal Draft NFL 2010. Al college ha giocato a football al Georgia Institute of Technology.

## Carriera

### Tennessee Titans
Al draft NFL 2010, Morgan fu selezionato come 16ª scelta assoluta dai Tennessee Titans. Il 31 luglio 2010 firmò un contratto di 5 anni. Debuttò nella NFL il 12 settembre 2010 contro gli Oakland Raiders indossando la maglia numero 90. Il 4 ottobre 2010 fu inserito in lista infortunati a causa della rottura del legamento crociato anteriore, concludendo la sua annata da rookie con quattro presenze, 5 tackle e 1,5 sack. Tornò a giocare nella stagione successiva, facendo registrare 30 tackle e 2,5 sack.
Nella stagione 2012, Morgan divenne stabilmente titolare dei Titans, disputando in quel ruolo tutte le 16 partite, stabilendo i nuovi primati in carriera per tackle (59), sack (6,5), passaggi deviati (6) e fumble forzati (1).
Il primo sack della stagione 2013, Morgan lo mise a segno nella settimana 2 contro gli Houston Texans. La sua annata si concluse con 34 tackle e 6 sack. L'anno successivo guidò i Titans con 6,5 sack.
Morgan si ritirò dopo la stagione 2018 chiudendo la carriera con 44,5 sack, sesto di tutti i tempi della franchigia degli Oilers/Titans.